# Complementaire driehoek

De complementaire driehoek (rood) van een gegeven driehoek (zwart).

De complementaire driehoek of middendriehoek van een driehoek {\displaystyle \triangle }ABC is de driehoek met als hoekpunten de middens van de zijden van {\displaystyle \triangle }ABC. De complementaire driehoek is dus het beeld van {\displaystyle \triangle }ABC bij een vermenigvuldiging met -1/2 in het zwaartepunt. De middendriehoek en {\displaystyle \triangle }ABC zelf zijn gelijkvormig. De drie zijden van de complementaire driehoek van {\displaystyle \triangle }ABC zijn ieder een middenparallel van {\displaystyle \triangle }ABC.
- De zwaartelijnen van {\displaystyle \triangle }ABC en van de complementaire driehoek zijn hetzelfde. Daaruit volgt dat de drie zwaartelijnen elkaar verdelen in de verhouding 1:2. De complementaire driehoek van een driehoek {\displaystyle \triangle }ABC is de Ceva-driehoek van het zwaartepunt van {\displaystyle \triangle }ABC.
- Het hoogtepunt van de complementaire driehoek is het snijpunt van de middelloodlijnen van de zijden van {\displaystyle \triangle }ABC, dus het middelpunt van de omgeschreven cirkel van {\displaystyle \triangle }ABC. De complementaire driehoek is de voetpuntsdriehoek van het middelpunt van de omgeschreven cirkel van {\displaystyle \triangle }ABC.
- De negenpuntscirkel van een driehoek {\displaystyle \triangle }ABC is de omgeschreven cirkel van de complementaire driehoek van {\displaystyle \triangle }ABC.

De barycentrische coördinaten van de hoekpunten van de complementaire driehoek zijn:
- (0 : 1 : 1),
- (1 : 0 : 1),
- (1 : 1 : 0).